# Hum Saath-Saath Hain
Hum Saath-Saath Hain ( ITA: noi siamo insieme) è un film indiano del 1999, scritto e diretto da Sooraj R. Barjatya. Il film è stato prodotto e distribuito dalla casa di produzione di Sooraj Barjatya: la Rajshri Production. Le star del film sono Salman Khan, Sonali Bendre, Mohnish Behl, Tabu, Saif Ali Khan e Karisma Kapoor nei ruoli principali. Alok Nath, Reema Lagoo e Neelam Kothari appaiono come attori secondari.
Il film è stato anche doppiato in lingua Telugu e distribuito con il titolo "Premaanuraagam".

## Trama
Il film è incentrato sulla storia di una famiglia- il cui patriarca è Ramkishan- composta da Mamta (moglie di Ramkishan) e tre figli, interpretati dagli attori principali.